# 長城汽車

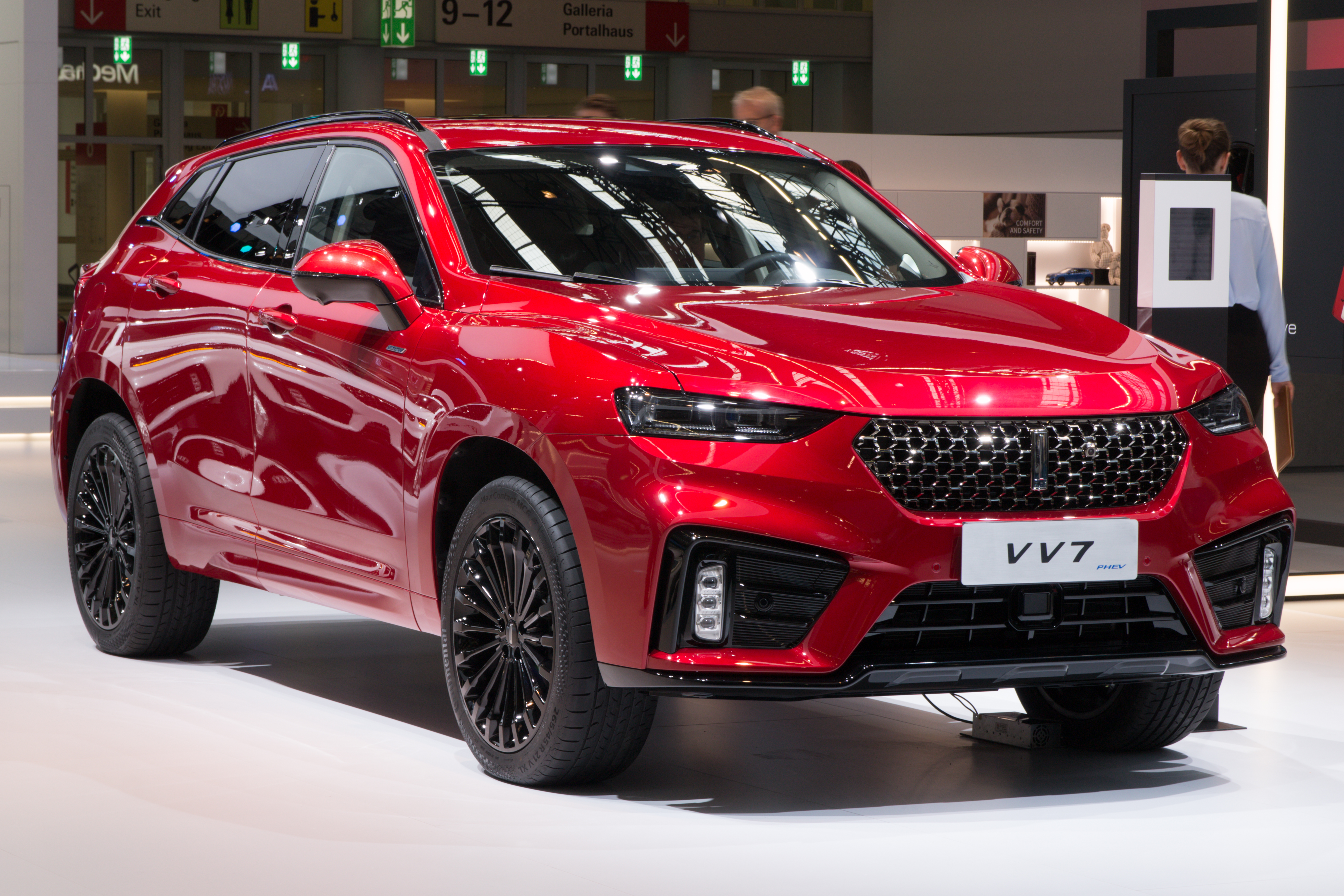
長城汽車 WEY VV7

長城汽車股份有限公司（グレート・ウォール・モーター、英：Great Wall Motor Company Limited、簡体字：长城汽车、略称：GWM / GW）は、中国の河北省保定市に本社を置く自動車メーカーである。1984年に設立された。BYDや吉利汽車と並ぶ中国最大級の民営自動車メーカーで、SUV、ピックアップトラックの分野に強みを持つ。社名は万里の長城に由来する。

## 歴史
長城汽車は香港証券取引所における中国最初の私有自動車メーカーであり、1984年に17億香港ドルの投資を受けて設立された。そして、10年に及ぶ成長ののち、保定市最大の納税者となった。
2004年9月には、欧州市場にCUVの輸出を開始し、世界進出の一歩とした。現在は収益の約3分の1を輸出が占めている。
2016年初めには、横浜市港北区新横浜のオフィスビルにて日本法人「長城日本技研」が事業を開始した。研究拠点として利用していく方針。同法人のエグゼクティブデザイナーには日産自動車のデザイナーを務めた中島敬が就任した。

2017年8月、フィアット・クライスラー・オートモービルズ（FCA）のブランドであるジープの買収に意欲を示したと報じられる一方、長城汽車は「不確実」であるとして現時点の進展はないとした。

## ブランド

### ハヴァル（Haval、哈弗）
長城汽車のSUV車シリーズ「哈弗（ホーバー）」として展開され、2013年3月に長城汽車の独立ブランドとして発足。SUVを専門にラインナップを展開している。

### ウェイ（WEY）
長城汽車のプレミアムSUVブランドとして2016年11月に誕生。

### オラ（ORA、欧拉）
長城汽車の電気自動車ブランドとして2018年5月に発表。

### 長城ピックアップ/GWMピックアップ
長城汽車のピックアップトラックブランドとして2018年9月28日に独立を発表、2019年9月18日に誕生。ウィングルシリーズとパオ（PAO/POER、炮）シリーズ（P シリーズ）をラインナップする。

### タンク（TANK、坦克）
2021年4月に開催された上海モーターショーにて、2020年12月にウェイブランドにて発売された「タンク300」をブランドとして独立させると発表。ラダーフレームを採用した、本格的なSUVをラインナップする。

## 現行車種一覧

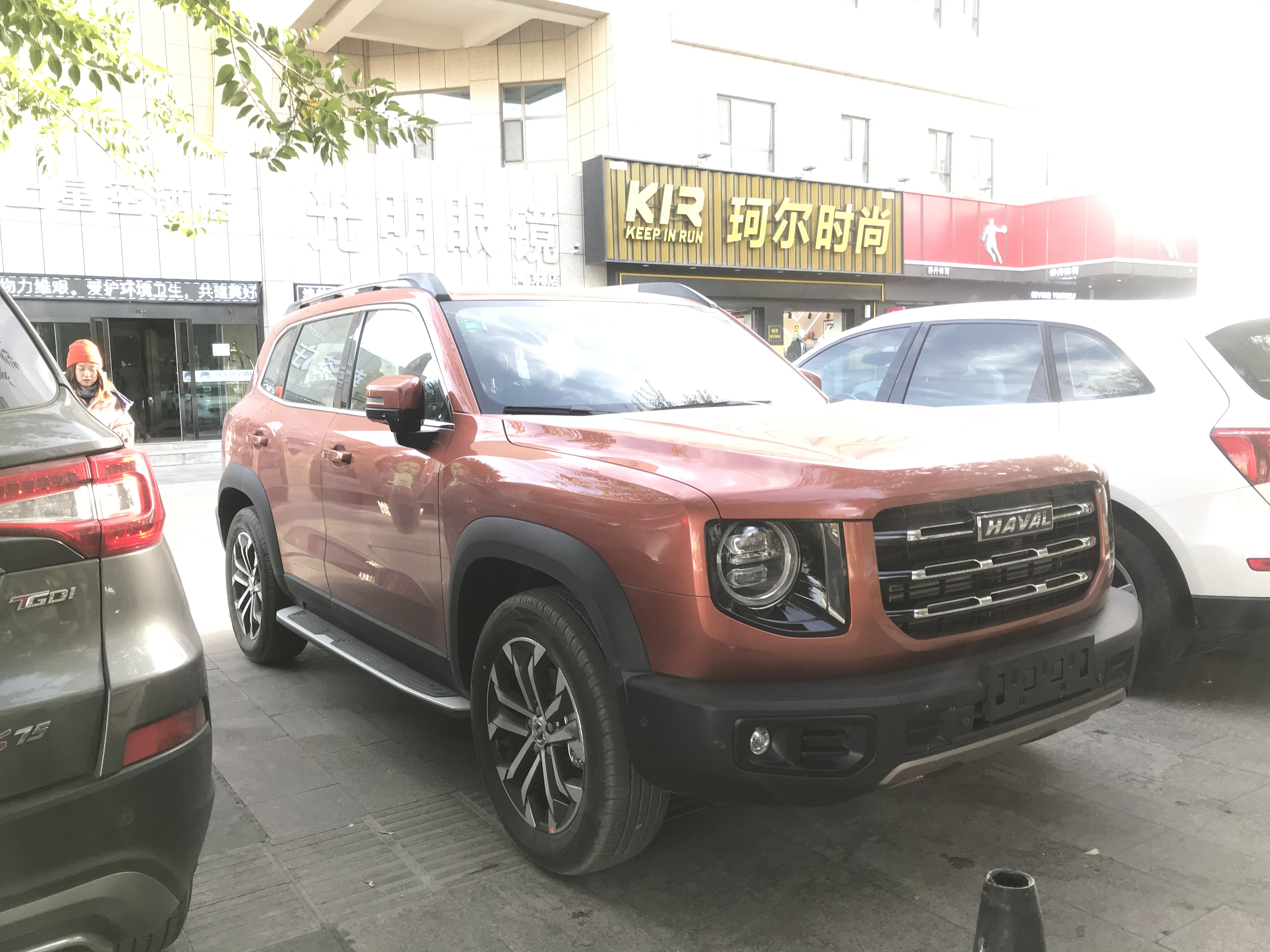
ハヴァル・大狗

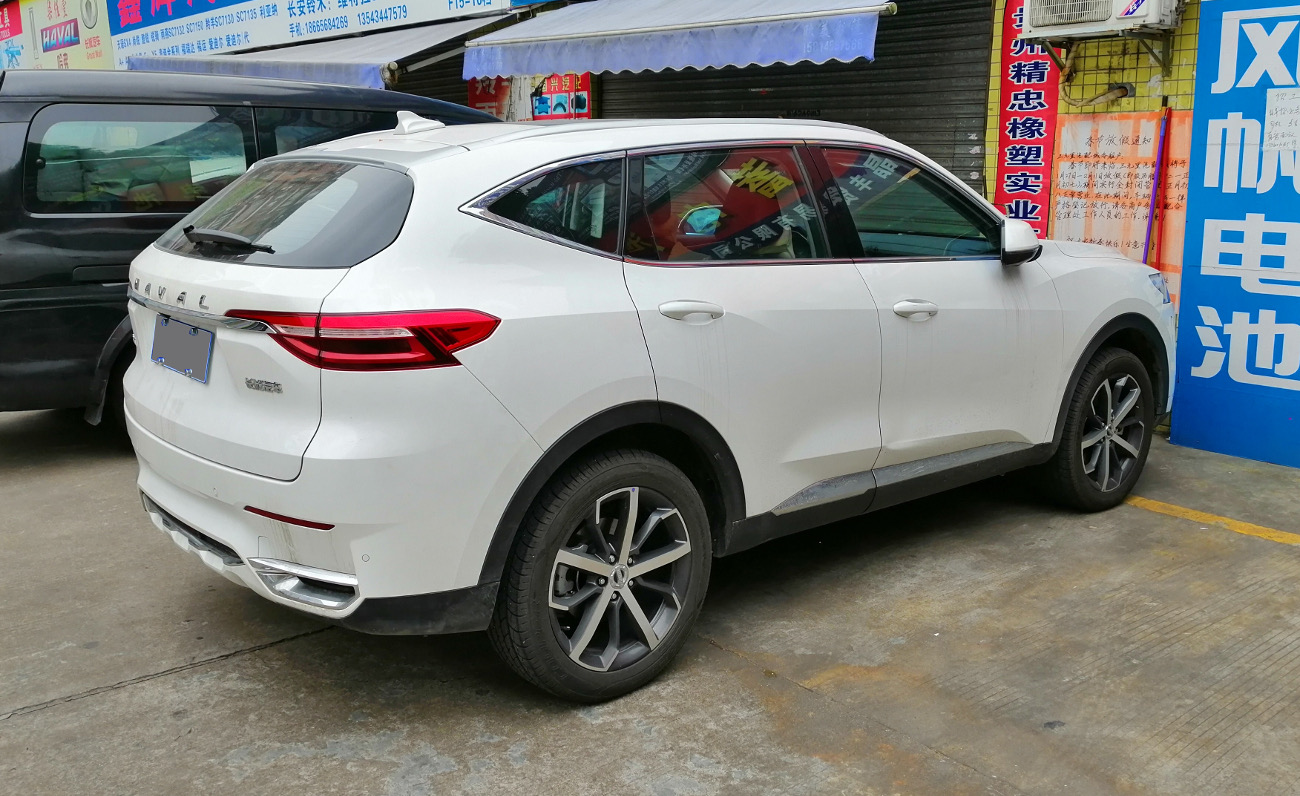
ハヴァル・F7

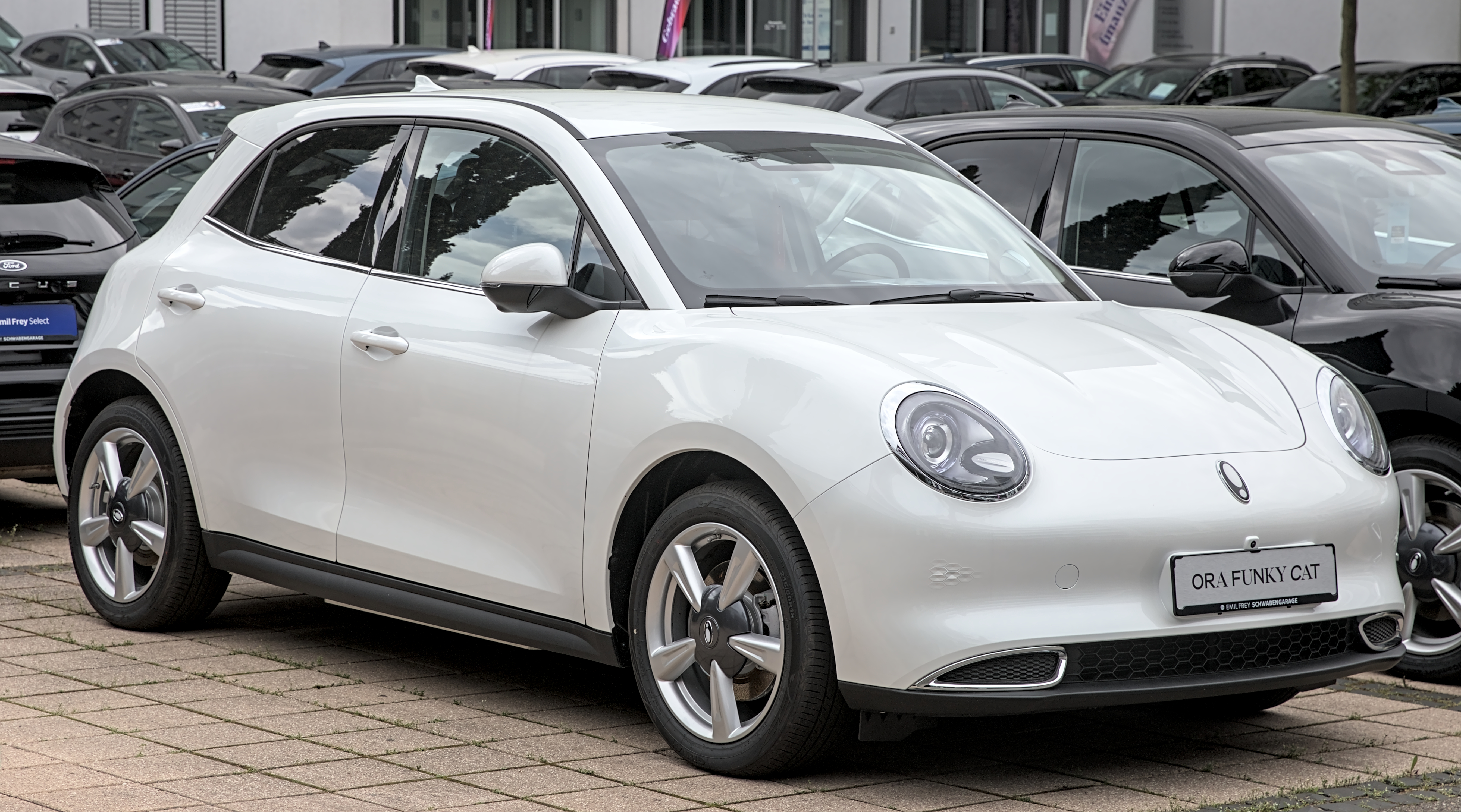
オラ・好猫

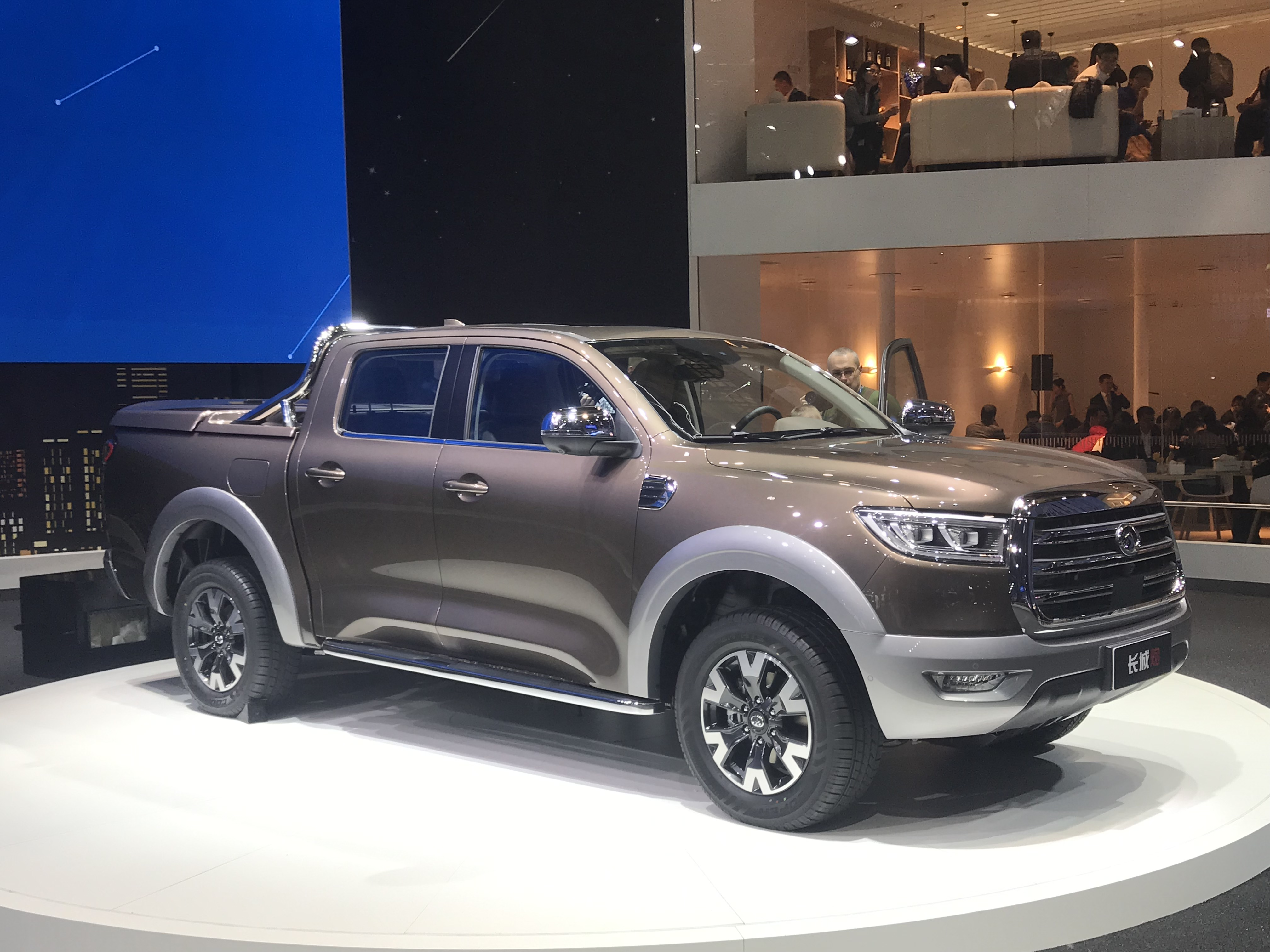
グレートウォール・パオ

### HAVAL
- ハヴァル・赤兔（Chitu）
- ハヴァル・初恋（Chulian）※中国国外では「ジョリオン（Jolion）」を名乗る[9]。
- ハヴァル・大狗（Dagou）
- ハヴァル・神獣（Shenshou/簡体字：神兽）
- ハヴァル・F7/F7x（英語版）
- ハヴァル・H6/H6S
- ハヴァル・H7（英語版）
- ハヴァル・H9（英語版）
- ハヴァル・M6（英語版）

### WEY
- WEY・ラテ（英語版）（Latte）
- WEY・マキアート（英語版）（Macchiato）
- WEY・摩卡（英語版）（Moka）
- WEY・坦克（英語版）（Tank）
- WEY・VV5（英語版）
- WEY・VV6（英語版）
- WEY・VV7/VV7 GT（英語版）

### ORA
- オラ・iQ（英語版）
- オラ・黒猫（英語版）（R1、Heimao、Black Cat）
- オラ・白猫（英語版）（R2、White Cat）
- オラ・好猫（英語版）（ES11、Haomao、Good Cat）

### GWM ピックアップ
- グレートウォール・パオ（英語版）
- グレートウォール・ウィングル5
- グレートウォール・ウィングル7

### TANK
- タンク・300（英語版）
- タンク・500（英語版）

## 旧来車種一覧

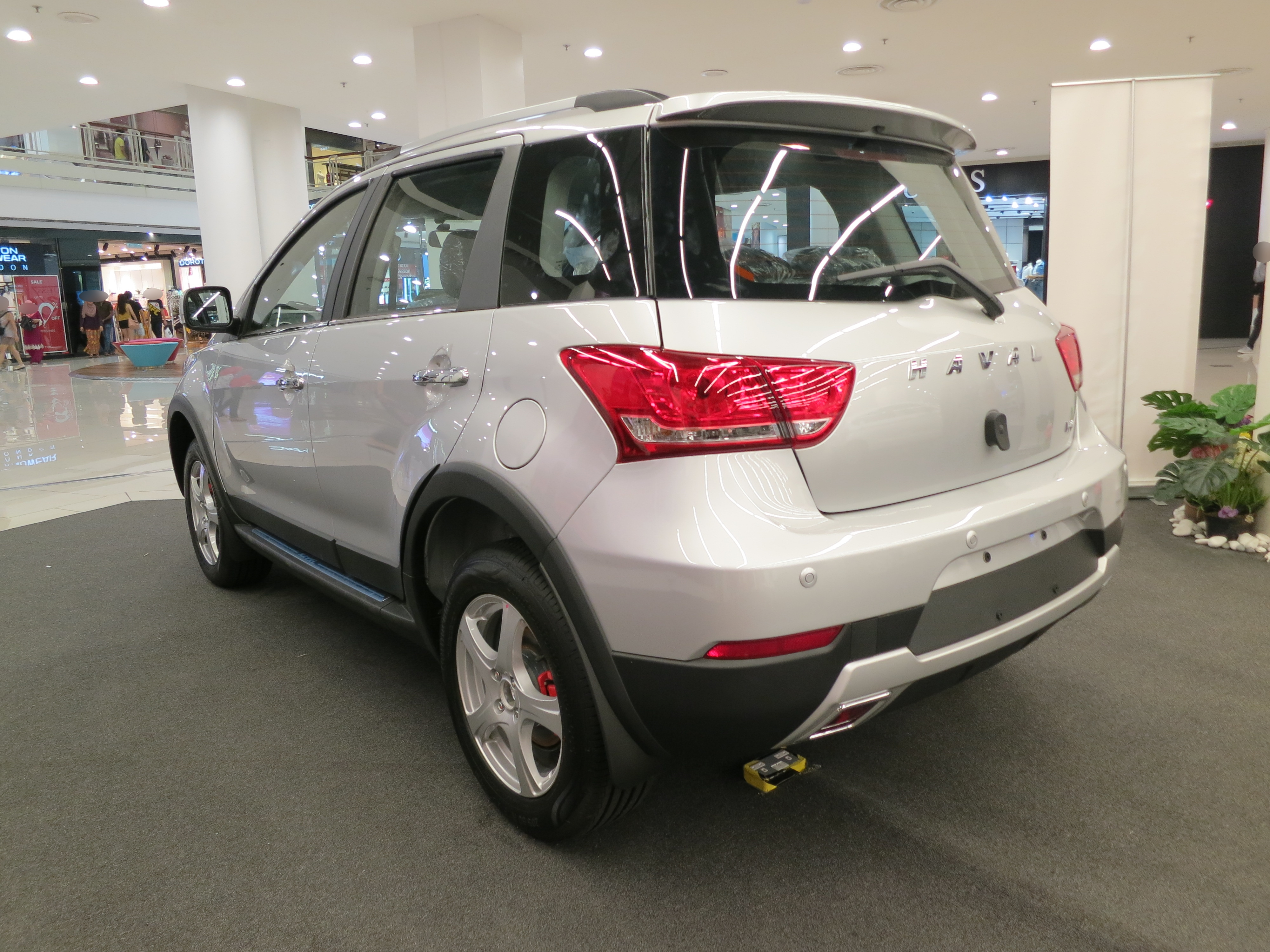
ハヴァル・H1

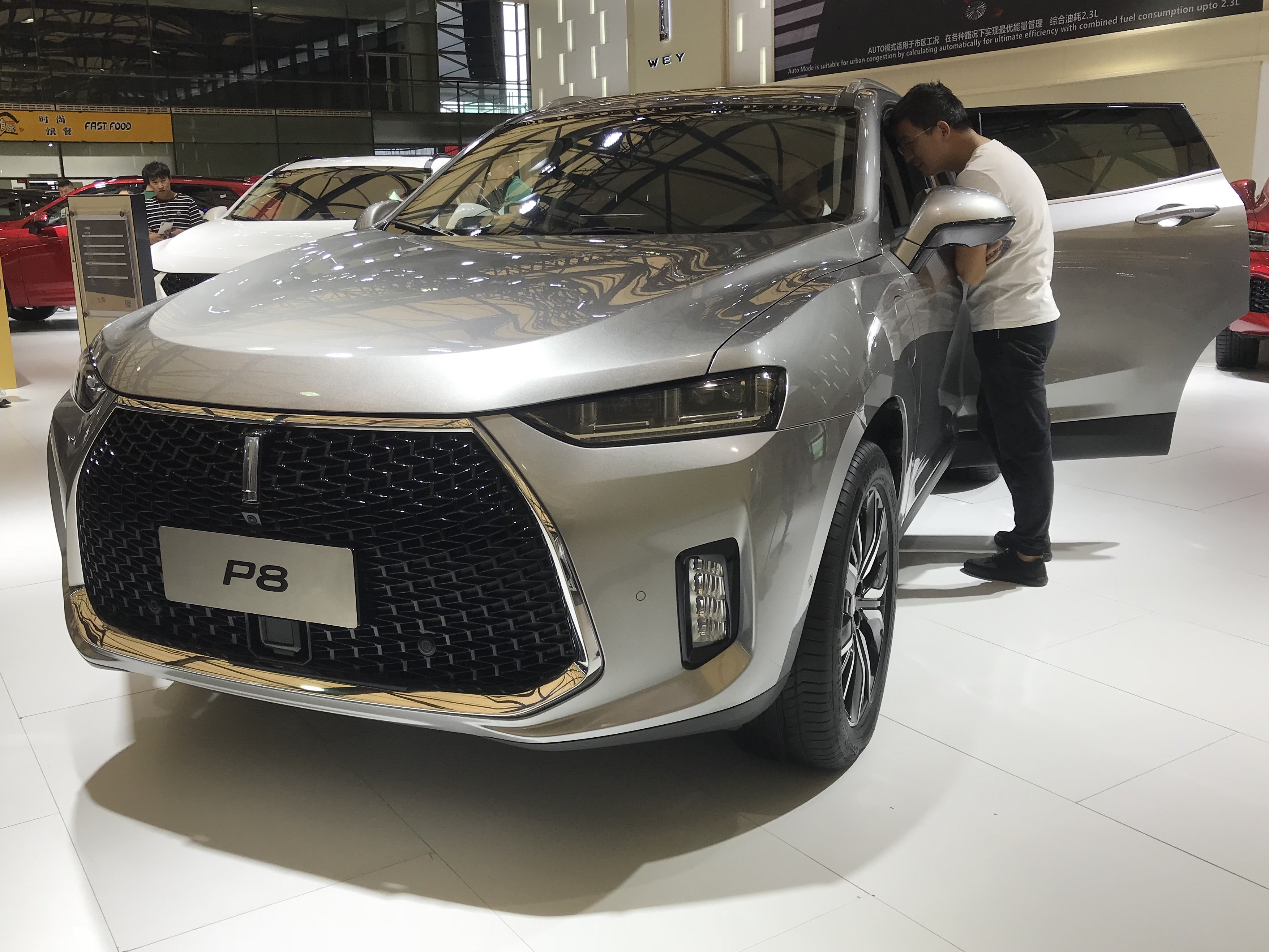
WEY・P8

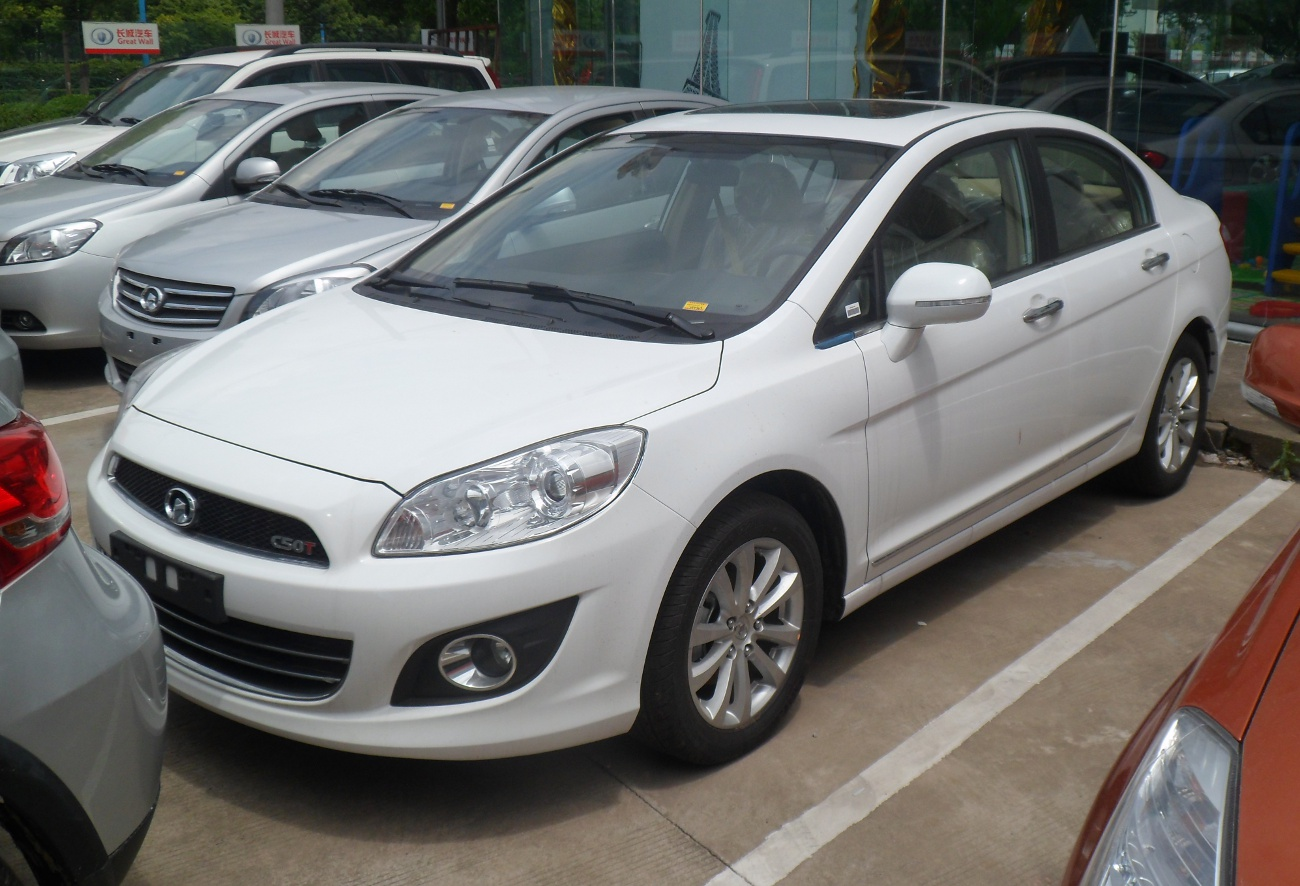
ヴォリークス C50

### SUV
- ホーバー(Hover)/ハヴァル・H3
- セーフ（英語版） (Safe)
- シング（英語版） (Sing)
- ペガサス（英語版） (Pegasus)
- ハヴァル・F5（英語版）
- ハヴァル・H2（英語版）
- ハヴァル・H2s（英語版）
- ハヴァル・H4（英語版）
- ハヴァル・H5（英語版）
- ハヴァル・H6クーペ（英語版）
- ハヴァル・H8（英語版）
- グレートウォール・M4/ハヴァル・M4/H1（英語版）
- WEY・P8/P8GT（英語版）

### ピックアップ
- ウィングル/ウィングル3 (Wingle)
- セーラー（英語版） (Sailor)
- ソークール（英語版） (Socool)
- ディアー（英語版） (Deer)

### セダン
- ヴォリークスC30（英語版） (Voleex)
- ヴォリークスC50（英語版）

### コンパクトカー

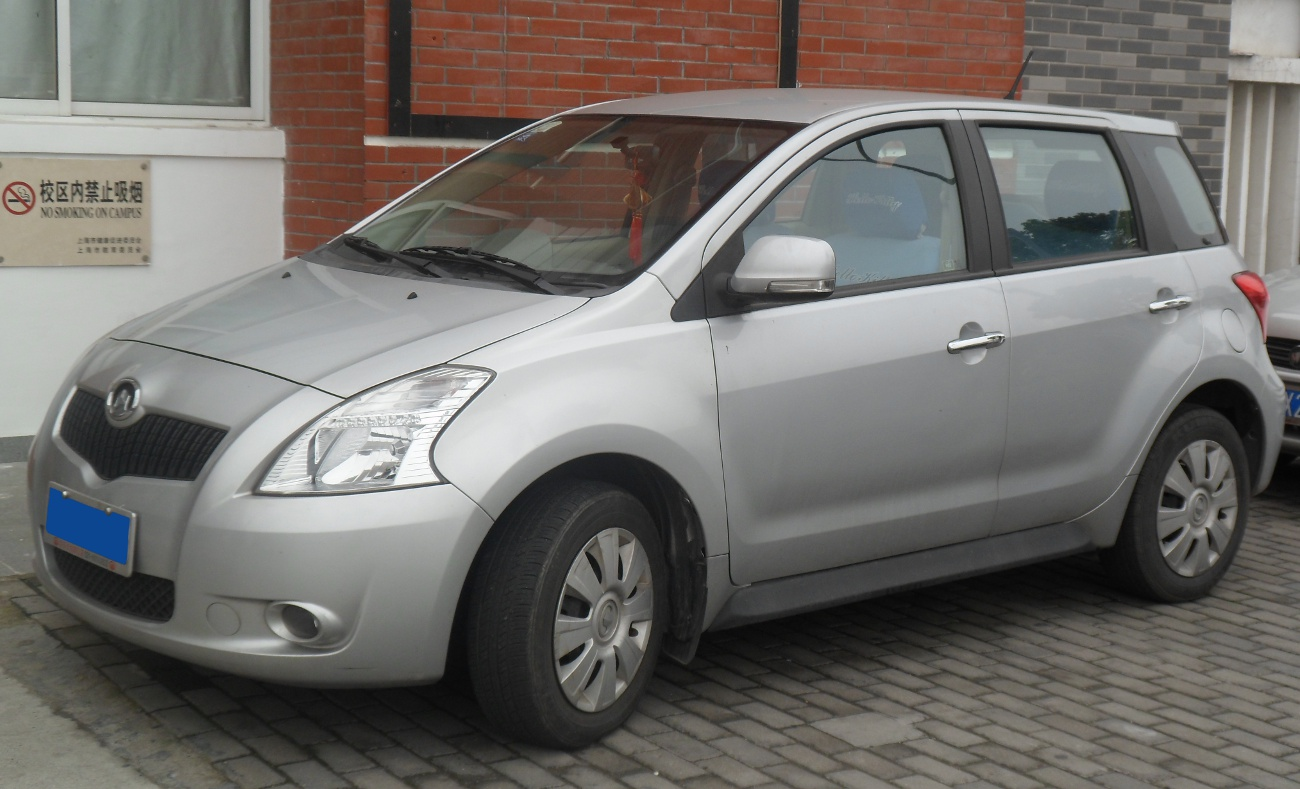
Florid

- ペリ (Peri)
- フロリド（英語版） (Florid)
- ヴォリークスC10/C20R（英語版）

### ミニバン

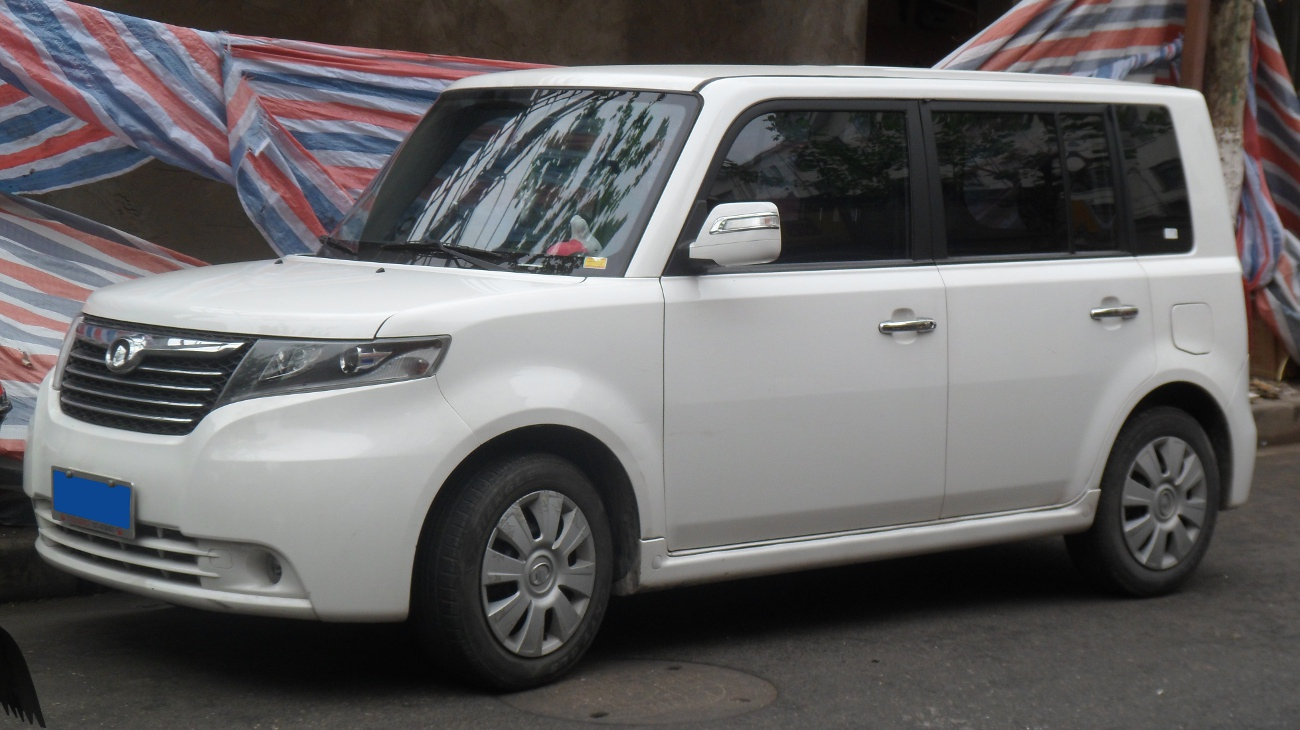
Coolbear

- クーリー/ヴォリークスV80 (Cowry)
- クールベアー (Coolbear)

## 生産拠点
生産拠点は主に保定に存在する。施設総面積は1,800,000m2で、最高年間300,000台生産することができる。2007年には最高生産台数が400,000台に到達する。
また、2007年8月23日に、ウクライナに工場を設置した。2014年5月、上海でのアジア相互協力信頼醸成措置会議で投資契約をロシアのトゥーラ州と締結、2019年6月からSUVの生産をトゥーラ工場で開始している。
さらに、イランの自動車メーカーDiar社は長城汽車の製品を生産している。

## 中国国外での販売
2006年に最初の輸出車としてホーバーが西欧に輸出され、イタリアでは30,000台が販売された。そして世界108カ国に販売拠点を置いている。また、同年5月にはキューバにおいてディアーの販売が開始された。
さらに、ペルー市場においてはゾナ・モーターズによって同年にセーフとホーバーの販売が開始された。

## 類似性の問題
| グレートウォール・ペリ（左）とフィアット・パンダ（右） |  | グレートウォール・ペリ（左）とフィアット・パンダ（右） |
| グレートウォール・ペリ（左）とフィアット・パンダ（右） |  |                                                        |

同社のSUV「セーフ」はトヨタ・ハイラックスサーフ（2代目）に、「セーラー」は日産・フロンティア（初代後期型）に外観が酷似しているなどの指摘があり、さらにフィアットは、長城汽車の「ペリ」（精靈）が自社の「パンダ（2代目）」に類似しているとしてトリノ・中国双方の裁判所に訴訟したが、トリノ側のみが罰金の支払いを命じた。なお同車は日産・ノート（初代）との一部類似性も指摘されている。
なお、他にも他車との類似性を指摘されている車両が多く存在する。

## その他
2015年には日産自動車でG11型ブルーバードシルフィ等のチーフデザイナーを務めた中島敬が長城汽車に移籍し、テクニカルセンターVP（Vice President）と造形設計2部のエグゼクティブ・デザインディレクターを兼任している。また、中島の就任に伴い、長城汽車は日本の横浜市にもデザインスタジオを設ける。